# Hilal Baladiat Chelghoum Laïd
L'Hilal Baladiat Chelghoum Laïd (in arabo هلال بلدية شلغوم العيد‎?), nota come HB Chelghoum Laïd  o con l'acronimo HBCL, è una società calcistica algerina di Chelghoum Laïd. Milita in Ligue 1, la massima divisione del campionato algerino di calcio.
Fondata nel 1945, nel 2019-2020 ha ottenuto la promozione in Ligue 2 per la prima volta nella propria storia e nel 2020-2021 ha raggiunto per la prima volta la promozione nella Ligue 1, la massima serie nazionale. Il migliore piazzamento dell'HBCL in Coppa d'Algeria sono le semifinali, raggiunte nel 1995-1996.
Disputa le partite casalinghe allo stadio 11 dicembre 1961 di Chelghoum Laïd (10 000 posti) in tenuta biancoverde. Vive una rivalità con l'Amel Baladiat Chelghoum Laïd, squadra concittadina fondata nel 1988.

## Palmarès

### Competizioni nazionali
- Campionato algerino di seconda divisione: 2

1998-1999, 2020-2021

### Altri piazzamenti
- Coppa d'Algeria:

Semifinali: 1995-1996

## Organico

### Rosa 2021-2022
Aggiornata al 13 ottobre 2021.
| N. |                    | Ruolo | Calciatore              |
| -- | ------------------ | ----- | ----------------------- |
| 1  | Algeria (bandiera) | P     | Abdelhak Mouaici        |
| 4  | Algeria (bandiera) | D     | Salah Dadache           |
| 13 | Algeria (bandiera) | C     | Youcef Belamri          |
| 14 | Algeria (bandiera) | D     | Hichem lalaouna         |
| -  | Algeria (bandiera) | P     | Saber Meddour           |
| -  | Algeria (bandiera) | C     | Fouad Haddad            |
| -  | Algeria (bandiera) | C     | Sid Ali Lamri           |
| -  | Algeria (bandiera) | C     | Islam Siab              |
| -  | Algeria (bandiera) | A     | Naoufel Righi           |
| -  | Algeria (bandiera) | C     | Zakaria Khaldi          |
| -  | Algeria (bandiera) | D     | Achref Aïb              |
| -  | Algeria (bandiera) | A     | Mohamed Saïd Bouchoucha |
| -  | Algeria (bandiera) | A     | Abdelkader Ghorab       |

| N. |                    | Ruolo | Calciatore            |
| -- | ------------------ | ----- | --------------------- |
| -  | Algeria (bandiera) | A     | Abdelkader Kaibou     |
| -  | Algeria (bandiera) | D     | Abdelhak Belkacemi    |
| -  | Algeria (bandiera) | P     | Fetheddine Alaoui     |
| -  | Algeria (bandiera) | C     | Salaheddine Harrari   |
| -  | Algeria (bandiera) | D     | Zakaria Zaitri        |
| -  | Algeria (bandiera) | A     | Lamine Abid           |
| -  | Algeria (bandiera) | C     | Mustapha Oultache     |
| -  | Algeria (bandiera) | D     | Kheireddine Benamrane |
| -  | Algeria (bandiera) | A     | Abdelali Hadji        |
| -  | Algeria (bandiera) | C     | Abdelmalek Elmenaouer |
| -  | Algeria (bandiera) | C     | Zakaria Kemoukh       |
| -  | Algeria (bandiera) | D     | Tarek Cheurfaoui      |